# Cryptoblepharus virgatus
Cryptoblepharus virgatus är en ödleart som beskrevs av  Garman 1901. Cryptoblepharus virgatus ingår i släktet Cryptoblepharus och familjen skinkar. Inga underarter finns listade i Catalogue of Life.